# Superettan 2017
La Superettan 2017 è stata la 18ª edizione del secondo livello del campionato di calcio svedese nel suo formato attuale. La stagione è iniziata il 1º aprile e si è conclusa il 4 novembre 2017, prima della coda degli spareggi promozione e retrocessione. A fine stagione il Brommapojkarna, il Dalkurd e il Trelleborg (quest'ultimo dopo aver vinto lo spareggio) sono stati promossi in Allsvenskan, mentre il Syrianska e l'Åtvidaberg sono stati retrocessi in Division 1.

## Stagione

### Novità
Al termine della stagione precedente, le ultime due classificate della Allsvenskan 2016, Gefle e Falkenberg, sono state retrocesse così come l'Helsingborg, terzultimo e retrocesso dopo gli spareggi. Esse hanno preso il posto delle promosse Sirus, AFC United (ribattezzato AFC Eskilstuna) e Halmstad.

Dalla Division 1 sono saliti direttamente Brommapojkarna e Öster al posto delle retrocesse Ljungskile e Ängelholm. Inoltre, al termine del doppio confronto di promozione/retrocessione, il Norrby ha preso il posto dell'Assyriska.

### Formula
Le 16 squadre partecipanti si affrontano in un girone di andata e ritorno, per un totale di 30 giornate.

Le prime due classificate del campionato sono promosse in Allsvenskan.

La terza classificata gioca uno spareggio promozione/retrocessione contro la terzultima classificata dell'Allsvenskan.

La terzultima e la quartultima classificata giocano uno spareggio promozione/retrocessione contro le seconde classificate dei due gironi di Division 1.

Le ultime due classificate sono retrocesse direttamente in Division 1.

## Squadre partecipanti
| Club           | Città       | Stadio                   | Stagione 2016                |
| -------------- | ----------- | ------------------------ | ---------------------------- |
| Brommapojkarna | Stoccolma   | Grimsta IP               | 1º posto in Division 1 Norra |
| Dalkurd        | Borlänge    | Domnarvsvallen           | 4º posto in Superettan       |
| Degerfors      | Degerfors   | Stora Valla              | 12º posto in Superettan      |
| Falkenberg     | Falkenberg  | Falcon Alkoholfri Arena  | 16º posto in Allsvenskan     |
| Frej           | Täby        | Vikingavallen            | 10º posto in Superettan      |
| GAIS           | Göteborg    | Gamla Ullevi             | 8º posto in Superettan       |
| Gefle          | Gävle       | Gavlevallen              | 15º posto in Allsvenskan     |
| Helsingborg    | Helsingborg | Olympia                  | 14º posto in Allsvenskan     |
| IFK Värnamo    | Värnamo     | Finnvedsvallen           | 11º posto in Superettan      |
| Norrby         | Borås       | Borås Arena              | 2º posto in Division 1 Södra |
| Syrianska      | Södertälje  | Södertälje Fotbollsarena | 13º posto in Superettan      |
| Trelleborg     | Trelleborg  | Vångavallen              | 7º posto in Superettan       |
| Varberg        | Varberg     | Påskbergsvallen          | 5º posto in Superettan       |
| Åtvidaberg     | Åtvidaberg  | Kopparvallen             | 6º posto in Superettan       |
| Örgryte        | Göteborg    | Gamla Ullevi             | 9º posto in Superettan       |
| Öster          | Växjö       | Myresjöhus Arena         | 1º posto in Division 1 Södra |

## Classifica finale
|  | Pos. | Squadra        | Pt | G  | V  | N  | P  | GF | GS | DR  |
|  | ---- | -------------- | -- | -- | -- | -- | -- | -- | -- | --- |
|  | 1.   | Brommapojkarna | 62 | 30 | 19 | 5  | 6  | 59 | 26 | +33 |
|  | 2.   | Dalkurd        | 58 | 30 | 17 | 7  | 6  | 57 | 26 | +31 |
|  | 3.   | Trelleborg     | 52 | 30 | 14 | 10 | 6  | 54 | 32 | +22 |
|  | 4.   | Falkenberg     | 48 | 30 | 12 | 12 | 6  | 50 | 39 | +11 |
|  | 5.   | Öster          | 48 | 30 | 13 | 9  | 8  | 46 | 35 | +11 |
|  | 6.   | IFK Värnamo    | 47 | 30 | 14 | 5  | 11 | 53 | 44 | +9  |
|  | 7.   | Helsingborg    | 45 | 30 | 11 | 12 | 7  | 40 | 41 | -1  |
|  | 8.   | Degerfors      | 44 | 30 | 12 | 8  | 10 | 42 | 38 | +4  |
|  | 9.   | GAIS           | 37 | 30 | 10 | 7  | 13 | 28 | 37 | -9  |
|  | 10.  | Norrby         | 37 | 30 | 11 | 4  | 15 | 44 | 56 | -12 |
|  | 11.  | Varberg        | 36 | 30 | 9  | 9  | 12 | 42 | 42 | 0   |
|  | 12.  | Gefle          | 36 | 30 | 10 | 6  | 14 | 40 | 48 | -8  |
|  | 13.  | Örgryte        | 36 | 30 | 9  | 9  | 12 | 29 | 45 | -16 |
|  | 14.  | Frej           | 29 | 30 | 8  | 5  | 17 | 39 | 51 | -12 |
|  | 15.  | Syrianska      | 24 | 30 | 7  | 3  | 20 | 39 | 66 | -27 |
|  | 16.  | Åtvidaberg     | 23 | 30 | 6  | 5  | 19 | 22 | 58 | -36 |

Legenda:
      Promosse in Allsvenskan
 Ammesse agli spareggi
      Retrocesse in Division 1
Note:
Tre punti a vittoria, uno a pareggio, zero a sconfitta.

## Spareggi

### Spareggi per la Superettan 2018
|           | Risultati   |           | Luogo e data               |
| --------- | ----------- | --------- | -------------------------- |
| Akropolis | 1 - 1       | Frej      | Stoccolma, 8 novembre 2017 |
| Frej      | 0 - 0       | Akropolis | Täby, 11 novembre 2017     |
|           |             |           |                            |
| Mjällby   | 2 - 1       | Örgryte   | Hällevik, 8 novembre 2017  |
| Örgryte   | 3 - 1 (dts) | Mjällby   | Göteborg, 11 novembre 2017 |
|           |             |           |                            |

## Statistiche

### Individuali

#### Classifica marcatori[1]
| Gol | Rigori |  | Giocatore                 | Squadra        |
| --- | ------ |  | ------------------------- | -------------- |
| 17  | 2      |  | Richard Yarsuvat          | Dalkurd        |
| 15  |        |  | Salif Camara Jönsson      | Trelleborg     |
| 13  |        |  | Viktor Gyökeres           | Brommapojkarna |
| 13  | 2      |  | Nicklas Savolainen        | Norrby         |
| 12  |        |  | Sargon Abraham            | Degerfors      |
| 12  |        |  | Deniz Hümmet              | Gefle          |
| 12  | 1      |  | Pär Cederqvist            | IFK Värnamo    |
| 11  |        |  | David Johannesson         | Öster          |
| 11  |        |  | Kevin Kabran              | Brommapojkarna |
| 11  | 1      |  | Bajram Ajeti              | Gefle          |
| 11  | 3      |  | Mattias Mete              | Syrianska      |
| 10  |        |  | Gabriel Altemark-Vanneryr | Varberg        |
| 10  |        |  | Melvin Frithzell          | IFK Värnamo    |
| 10  |        |  | Viktor Götesson           | Falkenberg     |
| 9   |        |  | Charbel Georges           | Syrianska      |
| 9   |        |  | Oscar Johansson           | IFK Värnamo    |
| 9   | 1      |  | Marcus Pode               | Trelleborg     |
| 9   | 3      |  | Erik Pärsson              | Falkenberg     |